# Amadeu Hurtado i Miró
Amadeu Hurtado i Miró (Vilanova i la Geltrú, 28 de gener del 1875 – Barcelona, 11 de febrer del 1950) fou un advocat i polític català.

## Biografia
El seu pare, Marià Hurtado i Rusca, era un litògraf barceloní establert a Vilanova el 1860 i mort a Barcelona el 1907. La seva mare era Adela Miró i Lleó. Estudià el batxillerat als escolapis de Vilanova i el 1896 es llicencià en dret a la Universitat de Barcelona. Es guanyà un gran prestigi com a advocat quan fou un dels defensors de Pere Coromines i Montanya en el procés de Montjuïc. Ideològicament era federalista i republicà, i inicialment milità al Partit Republicà Democràtic Federal, que més tard abandonà. El 1906 figurà en la comissió directiva de la Solidaritat Catalana en representació dels republicans sense partit, amb la que fou elegit diputat per Terrassa a les eleccions generals espanyoles de 1907. El 1909 va fer gestions per aconseguir l'alliberament dels electes detinguts arran dels fets de la Setmana Tràgica.
El 1910 es retirà de la política quan es va dissoldre la Solidaritat, però va col·laborar als diaris El Poble Català i La Publicitat (aleshores La Publicidad), que va adquirir el 1914 i del que en va fomentar el seu procés de catalanització i traducció de nom. El 1912 participà en el procés de municipalització del servei d'aigües de Barcelona, que aleshores era monopolitzada per la Société Lyonnaise. Des d'El Liberal i El Heraldo de Madrid va fer campanya a favor dels aliats durant la Primera Guerra Mundial, raó per la qual va rebre del govern francès la Legió d'Honor. També col·laborà en la revista Iberia. També fou degà del Col·legi d'Advocats de Barcelona el 1922, però dimití el 1924 com a protesta per les intromissions de la Dictadura de Miguel Primo de Rivera. El 1929 fundà el setmanari Mirador.
El 1930 formà part de la comissió que va redactar l'apèndix del dret català del codi civil espanyol, i redactà el preàmbul de l'avantprojecte. El 1931 fou conseller adjunt del govern provisional de la Generalitat de Catalunya i va mantenir molt bones relacions tant amb Francesc Macià com amb Niceto Alcalá-Zamora. A les eleccions generals espanyoles de 1931 fou elegit diputat a Corts espanyoles per ERC. Participà de manera destacada en els debats per a l'aprovació de la Constitució Espanyola de 1931 (on defensà la separació entre església i estat), per a l'Estatut d'Autonomia de 1932 (Estatut de Núria) i a favor de la Llei de Contractes de Conreu. Tanmateix, el 1933 abandonà ERC per a entrar a Acció Catalana Republicana.
El 1934 fou elegit president de l'Acadèmia de Jurisprudència i Legislació de Catalunya i se'l considera principal promotor del Primer Congrés Jurídic Català de maig del 1936. Tot i que no participà en els fets del sis d'octubre de 1934, va defensar l'alcalde de Barcelona i els regidors de l'ajuntament, empresonats per ordre del govern espanyol.
En el període 1936-1937 va ser president de l'Ateneu Barcelonès, del que en fou membre des del 1901 on va formar part de la Gran Penya, un grup aliadòfil durant la primera guerra mundial que va crear la revista Iberia de la qual Hurtado va ser col·laborador.
En acabar la guerra civil espanyola s'establí a Perpinyà. El 1949 va tornar a Catalunya i morí poc després. Casat amb Anna Martí i Llorach (+1968) fou pare de l'escriptor Odó Hurtado i Martí.

## Obres
- La intervenció de l'estat en el nostre règim d'autonomia (discurs, 1933)
- El pensament jurídic català (1935)
- Quaranta anys d'advocat: Història del meu temps (1956-1969)
- Abans del sis d'octubre (un dietari) (diari 29 de maig - 15 de setembre de 1934; inclou el discurs Cal revisar el catalanisme? 1945); Quaderns crema; Barcelona; 2008